# Ветаскивин (Альберта)
 Ветаскивин  (англ. Wetaskiwin) — місто в провінції Альберта в Канаді. Ветаскивин, населення 11 673, мешканців (2006) розташований 70 км на південь від міста Едмонтон.
У перекладі з кріської,  Ветаскивин  означає «Гори де мир зробив».

## Клімат
| Клімат Ветаскивин       | Клімат Ветаскивин | Клімат Ветаскивин | Клімат Ветаскивин | Клімат Ветаскивин | Клімат Ветаскивин | Клімат Ветаскивин | Клімат Ветаскивин | Клімат Ветаскивин | Клімат Ветаскивин | Клімат Ветаскивин | Клімат Ветаскивин | Клімат Ветаскивин | Клімат Ветаскивин |
| Показник                | Січ.              | Лют.              | Бер.              | Квіт.             | Трав.             | Черв.             | Лип.              | Серп.             | Вер.              | Жовт.             | Лист.             | Груд.             | Рік               |
| Абсолютний максимум, °C | 11,5              | 15                | 25,0              | 28,5              | 34,0              | 34,5              | 36,0              | 35,5              | 32,5              | 29,5              | 18,5              | 16,0              | 36,0              |
| Середній максимум, °C   | −5,2              | −2,2              | 2,6               | 11,8              | 17,8              | 21,4              | 24,0              | 22,8              | 18,1              | 11,1              | 0,7               | −2,7              | 10,0              |
| Середня температура, °C | −10,5             | −7,9              | −2,9              | 5,4               | 11,0              | 15,2              | 17,6              | 16,2              | 11,5              | 5,0               | −4,2              | −7,9              | 4,1               |
| Середній мінімум, °C    | −15,7             | −13,6             | −8,3              | −1,1              | 4,2               | 9,0               | 11,2              | 9,6               | 4,7               | −1,2              | −9                | −13,1             | −2                |
| Абсолютний мінімум, °C  | −40               | −39,5             | −34               | −19,5             | −9,5              | 0,5               | 3,0               | −2,5              | −7                | −22,5             | −33               | −37,5             | −40               |
| Норма опадів, мм        | 27.9              | 18.4              | 26.7              | 30.7              | 51.2              | 79.4              | 92.3              | 60.7              | 41.7              | 24.8              | 25.0              | 18.7              | 497.2             |
| ----------------------- | ----------------- | ----------------- | ----------------- | ----------------- | ----------------- | ----------------- | ----------------- | ----------------- | ----------------- | ----------------- | ----------------- | ----------------- | ----------------- |

## Визначні місця
- Музей Ренолдьс-Альберта — (англ. Reynolds-Alberta Museum)

## Галерея

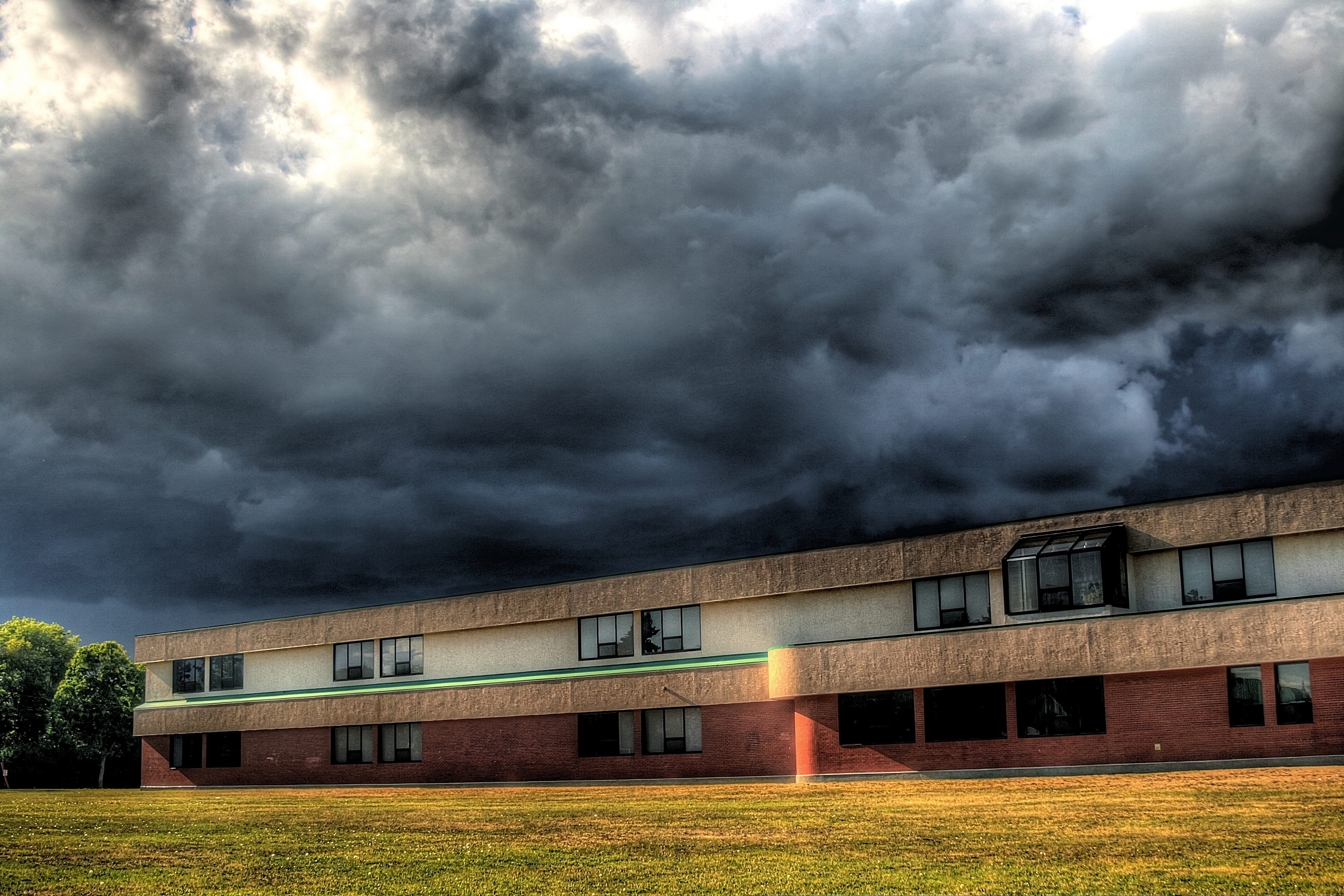
Школа королеви Єлизавети
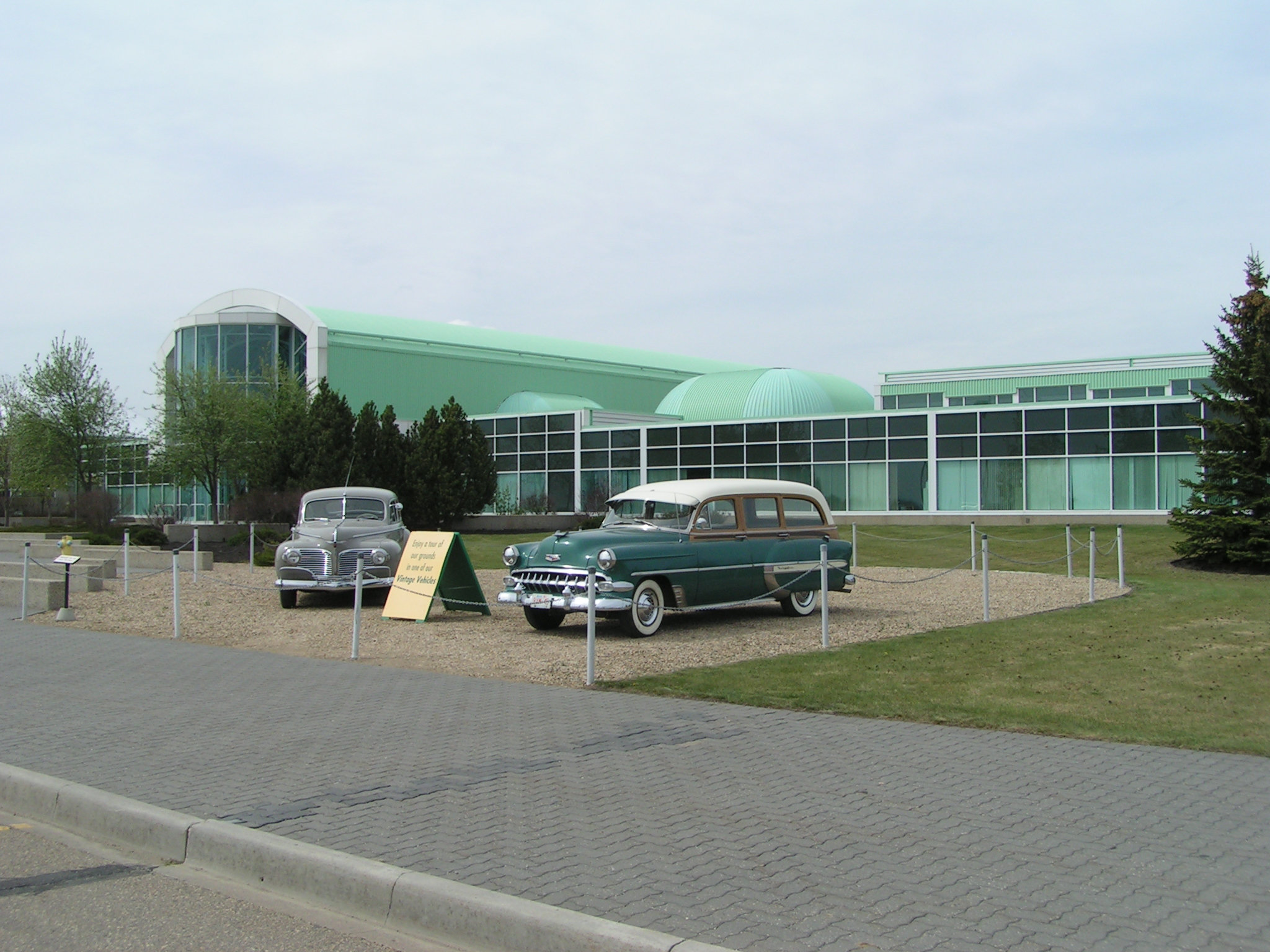
Музей Рейнольдс-Альберта
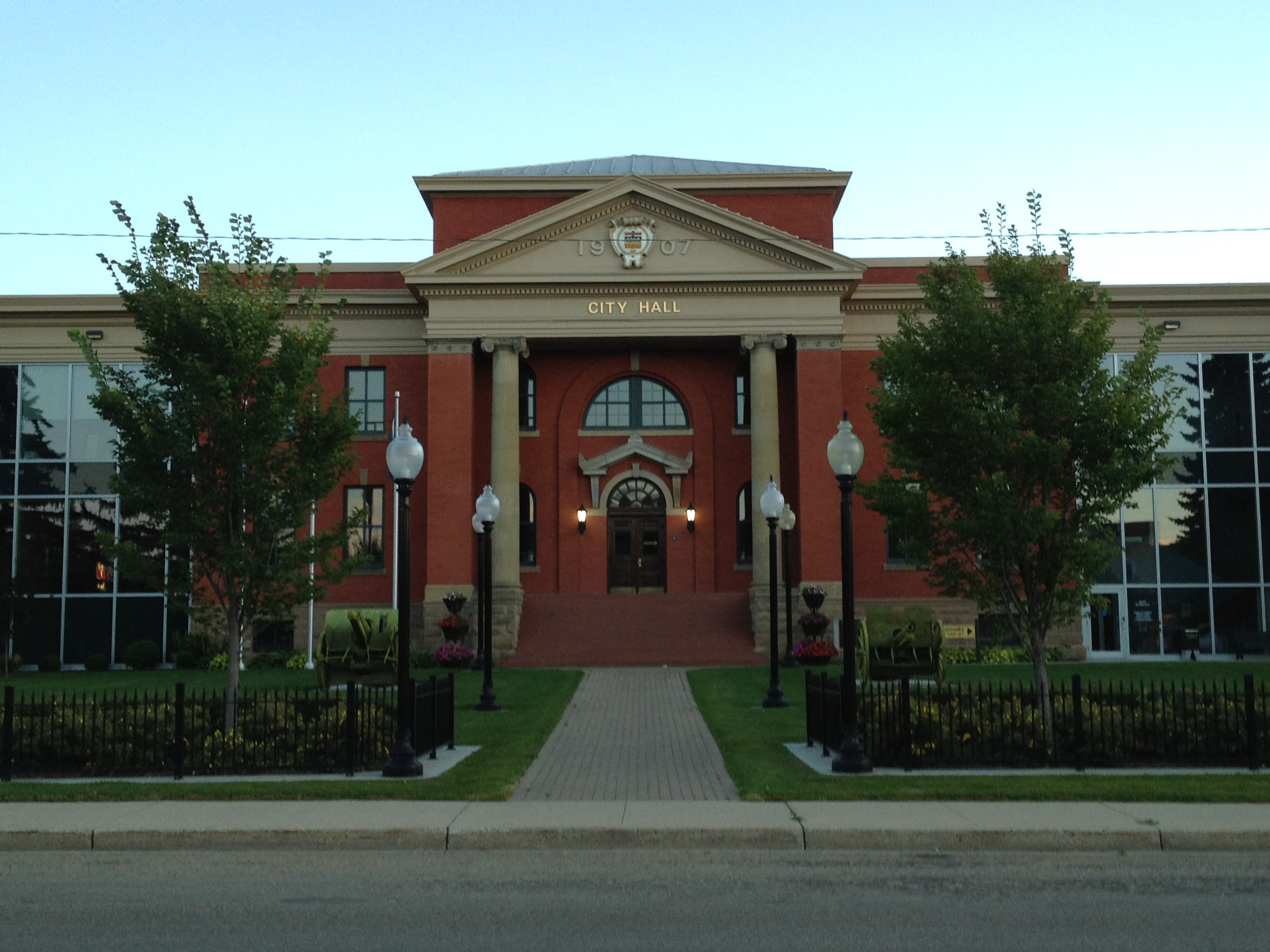
Будівля суду (пам’ятка історії)